# Salvia hispanica
La chia (Salvia hispanica, L. 1753) è una pianta floreale della famiglia Lamiaceae, nativa del Guatemala e del Messico centrale e meridionale.
Come evidenziato dal Codice Mendoza, un manoscritto mesoamericano del XVI secolo, la pianta era coltivata dagli Aztechi in epoca precolombiana; secondo alcuni storici dell'economia, l'importanza della chia in campo agroalimentare era paragonabile all'epoca a quella del mais. Viene ancora coltivata in Messico e Guatemala, per la produzione sia di sfarinati sia di semi interi ad uso alimentare. I semi, ricchi di omega-3, sono paragonabili dal punto di vista nutrizionale a quelli del lino e del sesamo.

## Etimologia
La parola chia deriva dal nahuatl chian, che significa oleoso. Il nome dell'attuale stato messicano del Chiapas deriva dall'espressione nahuatl "acqua chia" o "fiume chia".
La Salvia hispanica è una delle due piante note come chia, l'altra è la Salvia columbariae, più nota come golden chia.

## Descrizione

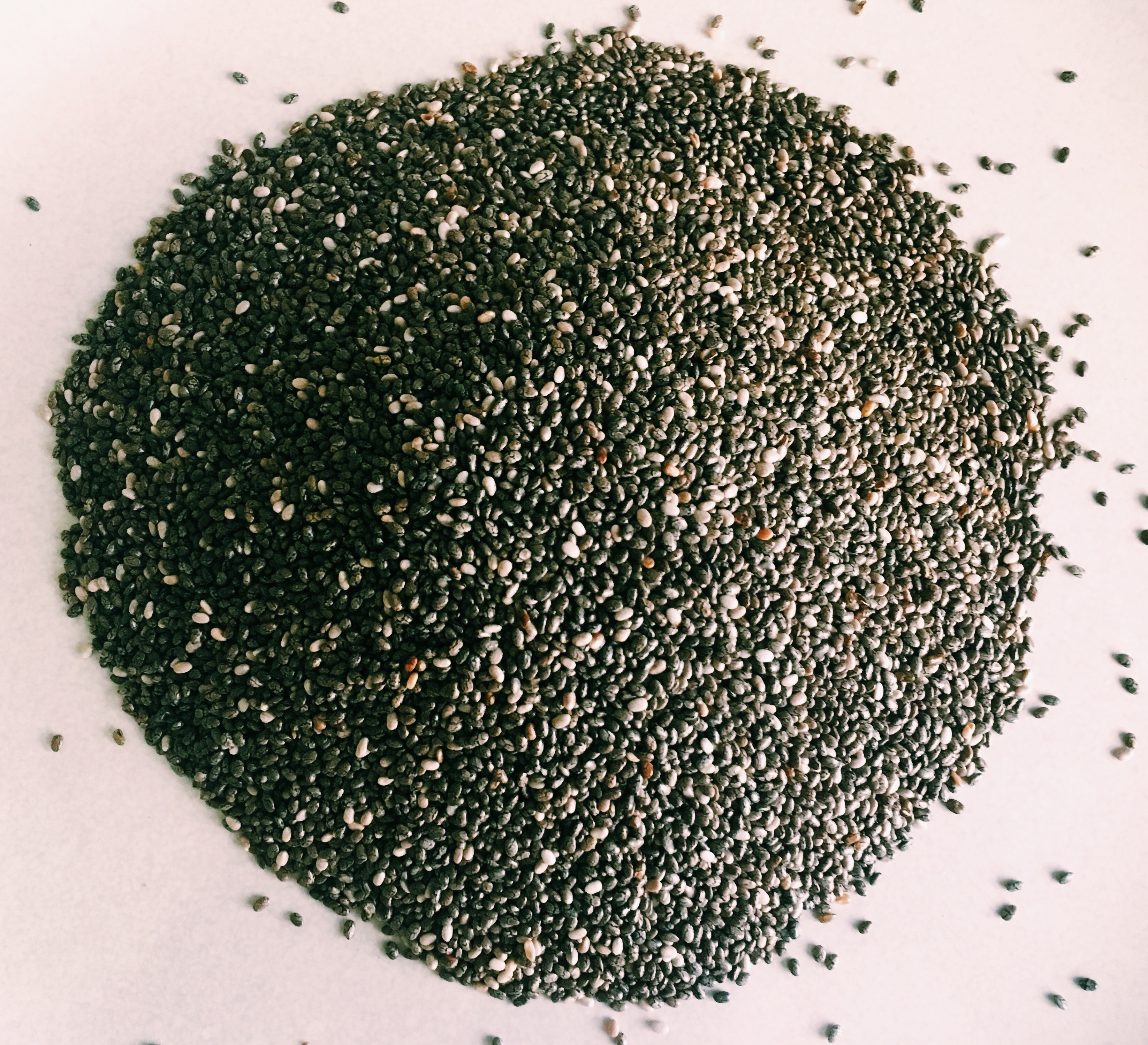
Semi di chia

La chia è una pianta erbacea che può raggiungere l'altezza di un metro, ha foglie opposte lunghe 4–8 cm e larghe 3–5 cm. I fiori sono viola o bianchi e si presentano come infiorescenze composte (racemo).
La chia è una pianta erbacea annuale che può raggiungere un'altezza fino a 1,75 m. Il fusto, di colore verde chiaro, presenta quattro coste, dai bordi arrotondati, scarsamente ramificato e peloso. Le foglie opposte, semplici e indivise, sono ovate, seghettate in avanti, nettamente pennate e appuntite. Sono di colore verde, con parti inferiori verde chiaro, finemente pelose e steli finemente pelosi. Le foglie sono lunghe 4–8 cm e larghe 3–5 cm.
I fiori della corolla sono ermafroditi, zigomorfi, viola-blu o bianchi e appaiono dai boccioli inizialmente di colore verde chiaro.
Dopo che i fiori appassiscono, le capsule dei frutti maturi diventano marrone chiaro, prima sull'infiorescenza centrale; ciò risulta problematico durante la raccolta. È una pianta a giorno breve.
Una volta maturi, i frutti rilasciano piccolissimi semi (lunghi circa 2 mm) lisci e lucenti di colore marrone, grigio, bianco o nero, chiazzati o con macchie e striature a forma di crepe.
I semi sono igroscopici: quando vengono immersi, assorbono fino a 12 volte il loro peso in liquidi e sviluppano una patina mucillaginosa che conferisce agli alimenti e alle bevande a base di chia una caratteristica consistenza gelatinosa.

## Distribuzione e habitat
La specie si trova originariamente dal Messico meridionale all'Ecuador. Preferisce terreni ben drenati, ben arieggiati, ricchi di azoto e di sostanze nutritive, non troppo salati, sabbiosi, sabbiosi-limosi, non troppo bagnati e una posizione riparata e soleggiata. Cresce nelle regioni tropicali e subtropicali, è sensibile al gelo ma resistente alla siccità e può prosperare nelle zone aride. L'intervallo di pH del terreno dovrebbe essere compreso tra 5 e 8,5, l'intervallo di temperatura dovrebbe essere compreso tra 11 °C e 36 °C, con temperature ottimali tra 16 °C e 26 °C. La chia cresce bene ad altitudini comprese tra 400 e 2500 metri. La resa media è di circa 1000–1500 kg/ha.
Oggi la Chia viene coltivata non solo nel Messico centrale e in Guatemala, ma anche in diversi paesi del Sud America (Bolivia, Colombia, Perù e Argentina), nel sud degli Stati Uniti e in Australia nonché in Kenya. La pianta viene coltivata solo in zone senza eccessive precipitazioni per il rischio di marciume.

## Usi
Per secoli, i nativi dell'America settentrionale e centrale hanno mangiato i semi di chia crudi o essiccati e li hanno utilizzati per produrre salse o come addensante. Quando vengono messi in acqua, i semi formano uno strato viscido di polisaccaridi. Anche i germogli sono commestibili.
I semi di chia possono essere aggiunti ad altri alimenti come guarnizione o inseriti in frullati, cereali per la colazione, barrette energetiche, yogurt, tortilla e pane. Possono anche essere trasformati in una sostanza gelatinosa o consumati crudi. Il gel ricavato dai semi macinati può essere utilizzato al posto delle uova nelle torte, fornendo al contempo altri nutrienti, ed è un sostituto comune nella cottura vegana e senza allergeni.